# Lepidium montanum
Lepidium montanum är en korsblommig växtart som beskrevs av Thomas Nuttall. Lepidium montanum ingår i släktet krassingar, och familjen korsblommiga växter. Inga underarter finns listade i Catalogue of Life.

## Bildgalleri

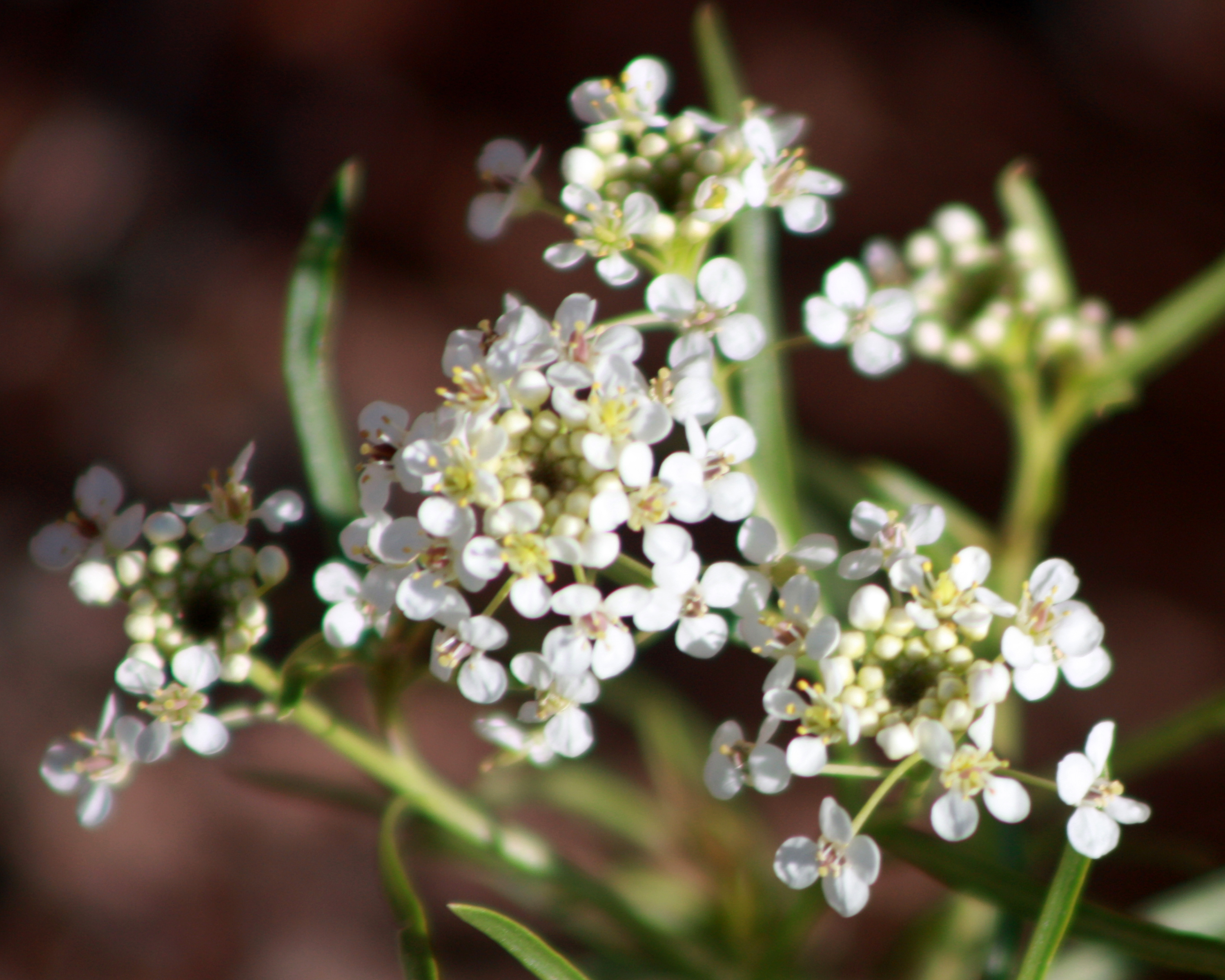